# NDR Fernsehen
NDR Fernsehen es un canal de televisión generalista regional alemán operado por las empresas públicas Norddeutscher Rundfunk y Radio Bremen. Su ámbito de emisión son los estados del norte del país (Schleswig-Holstein, Baja Sajonia, Mecklemburgo-Pomerania Occidental, Hamburgo y Bremen).
Esta cadena generalista es una de las nueve "Dritten Fernsehprogramme" (literalmente "terceras cadenas") que forman parte de la ARD. Con esta denominación se conoce en Alemania a las cadenas de televisión públicas regionales.

## Historia de la cadena
NDR Fernsehen nace el 4 de enero de 1965 como una asociación entre diversos organismos públicos: Norddeutscher Rundfunk, Radio Bremen (Bremen) y Sender Freies Berlin (Berlín Oeste). En 1989, la cadena pasa a ser conocida como Nord 3 y posteriormente como N3. En 2001 pasa a denominarse NDR Fernsehen.
La reunificación alemana ocasiona la desaparición de la Deutscher Fernsehfunk (DFF, la televisión estatal de la RDA) en 1990. DFF-1 es reemplazada por Das Erste y DFF-2 por un canal regional llamado DFF-Länderkette. El 31 de diciembre de 1991, DFF-Länderkette es reemplazado por Nord 3 en Mecklemburgo-Pomerania Occidental. Algunos meses más tarde, en octubre de 1992, Sender Freies Berlin deja de colaborar con Nord 3 para lanzar su propio canal de televisión, Berlin 1.
El 30 de abril de 2012 NDR Fernsehen comenzó a emitir en alta definición en formato 720p.

## Organización
NDR Fernsehen está asociada a la ARD (Consorcio de instituciones públicas de radiodifusión de la República Federal de Alemania), y produce algunos programas para el primer canal de televisión alemán, Das Erste.

## Programación
La parrilla de NDR Fernsehen se compone de series, debates, boletines de información regionales, documentales, dibujos animados y variedades. Como todos los canales pertenecientes a la ARD, NDR Fernsehen transmite cada día en simulcast (a las 20.00 h) el telediario nacional de Das Erste llamado Tagesschau.
El canal se divide en cuatro zonas a efectos de las desconexiones regionales:
- NDR Fernsehen Hamburg (NDR FS HH), que emite Hamburg Journal.
- NDR Fernsehen Mecklenburg-Vorpommern (NDR FS MV), que emite Nordmagazin.
- NDR Fernsehen Niedersachsen (NDR FS NDS), que emite Niedersachsen 19:30.
- NDR Fernsehen Schleswig-Holstein (NDR FS SH), que emite Schleswig-Holstein Magazin.

## Difusión
NDR Fernsehen emite por TDT para el norte del país, los estados de Bremen, Hamburgo, Baja Sajonia, Mecklemburgo-Pomerania Occidental y Schleswig-Holstein. También en abierto por satélite así como en las diferentes redes de televisión por cable. También se puede captar en todo el país, y en gran parte de Europa, a través del sistema de satélites Astra.

## Logotipos

1965-1988
1989-2001
2001-2008
2008-2017
Desde 2012 (Señal HD)
Desde 2017